# Ampriani
Ampriani ist eine französische Gemeinde mit 23 Einwohnern (1. Januar 2022) im Département Haute-Corse auf Korsika. Sie gehört zum Arrondissement Corte und zum Kanton Ghisonaccia.
Das Gebirgsdorf zwischen Zuani und Zalana gehört zu den kleinsten Gemeinden Korsikas.

## Bevölkerungsentwicklung
| Jahr      | 1962 | 1968 | 1975 | 1982 | 1990 | 1999 | 2007 | 2014 |
| Einwohner | 24   | 34   | 41   | 36   | 31   | 14   | 9    | 18   |

## Wirtschaft
Auf dem Gemeindegebiet gelten kontrollierte Herkunftsbezeichnungen (AOC) für Brocciu, Honig (Miel de Corse - Mele di Corsica), Olivenöl (Huile d’olive de Corse - Oliu di Corsica) und Kastanienmehl (Farine de châtaigne corse - Farina castagnina corsa) sowie geschützte geographische Angaben (IGP) für Wein (Ile de Beauté blanc, rosé oder rouge und Méditerranée blanc, rosé und rouge).